# 托馬斯·布勒齊納
托馬斯·布勒齊納（Thomas Brezina，1963年1月30日—），奥地利作家，联合国儿童基金会奥地利亲善大使，居住在維也納和倫敦，是《冒險小虎隊》的作者，現已經出版超過350本小說。

## 外部連結
- 托馬斯.布勒齊納的個人主頁 （页面存档备份，存于）
- 托馬斯.布勒齊納（冒險小虎隊）的網址 （页面存档备份，存于）

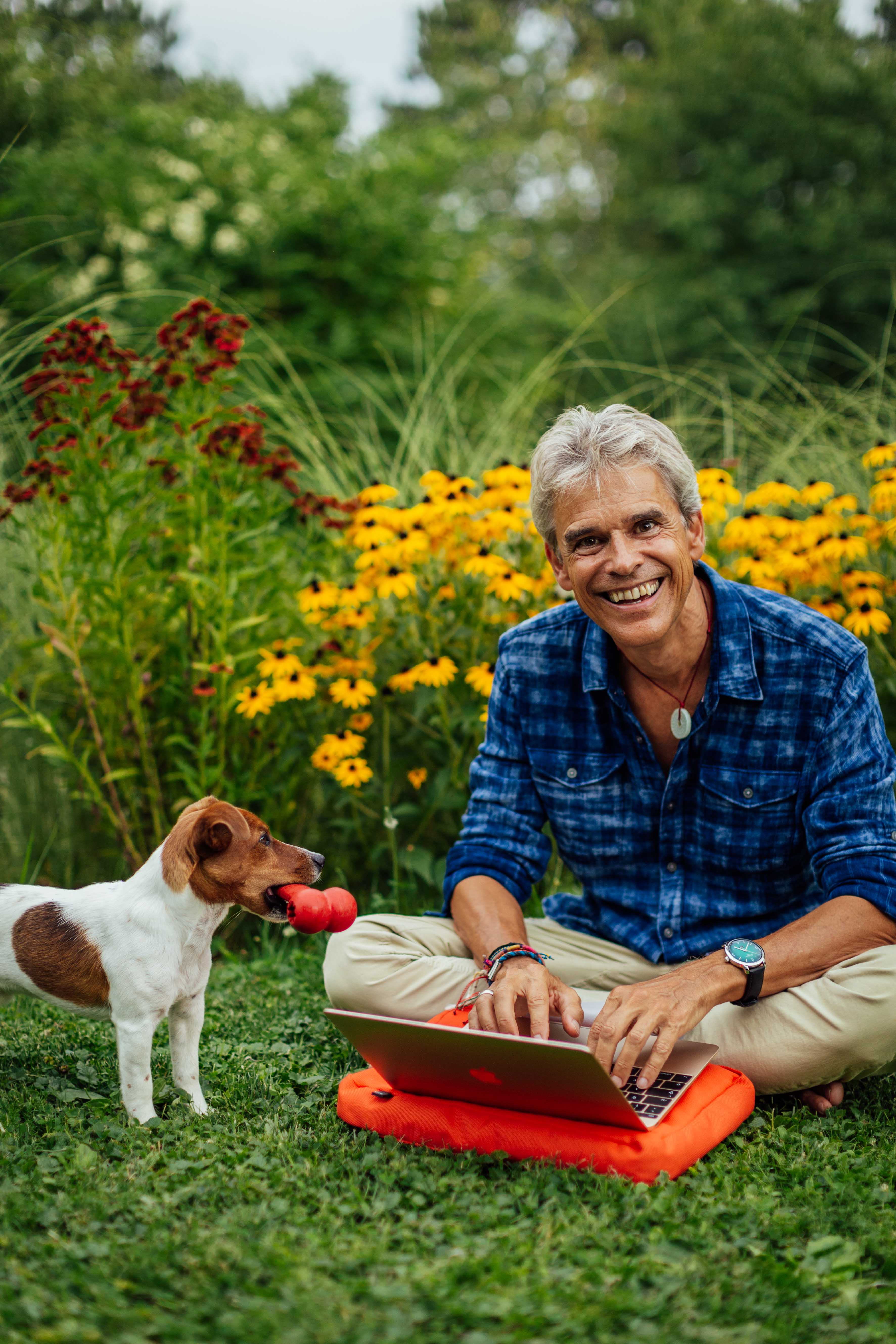
托馬斯.布勒齊納（2018年）

- Thomas Brezina neuer "Licht für die Welt"-Botschafter （页面存档备份，存于）
- Thomas Brezina, Autor und Fernsehmoderator, im Porträt